# Berrão

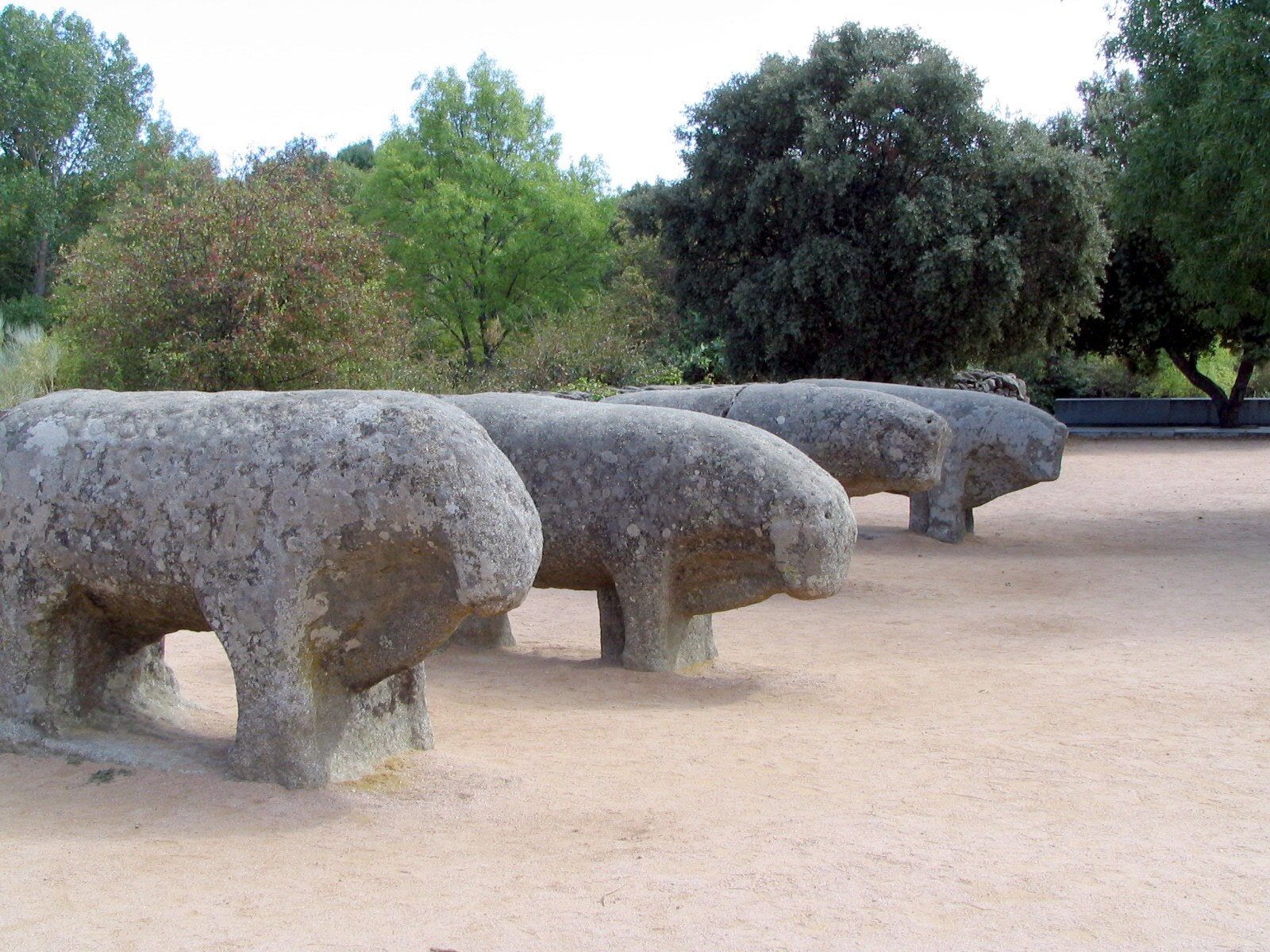
Touros de Guisando

Os Berrões são estátuas proto-históricas de pedra, esculpidas em pleno relevo com figuras zoomórficas. A temática que estas esculturas apresentam é sempre de  animais terrestres, como leões europeus, javalis, auroques, cabras montesas, lobos e ursos, em tamanho natural. O material em que são esculpidas é geralmente de granito, embora também se possa encontrar estátuas esculpidas em outros materiais como mármore e talco. Estima-se que a época em que estas estátuas foram esculpidas foi entre a metade do século IV ao I a.C. Das cerca de 400 esculturas conhecidas, as figuras mais frequentes são as de porcos machos. O vocábulo berrão foi inspirado no termo usado para designar os porcos não castrados.
As dimensões dos berrões podem atingir mais de dois metros, no entanto existem vários outros que chegam a ter apenas 30 centímetros. A zona da cultura dos Berrões é no nordeste de Portugal, principalmente a província de Trás-os-Montes e Beira Interior e estende-se até à Espanha às  províncias de Cáceres, Zamora, Ávila e Salamanca.

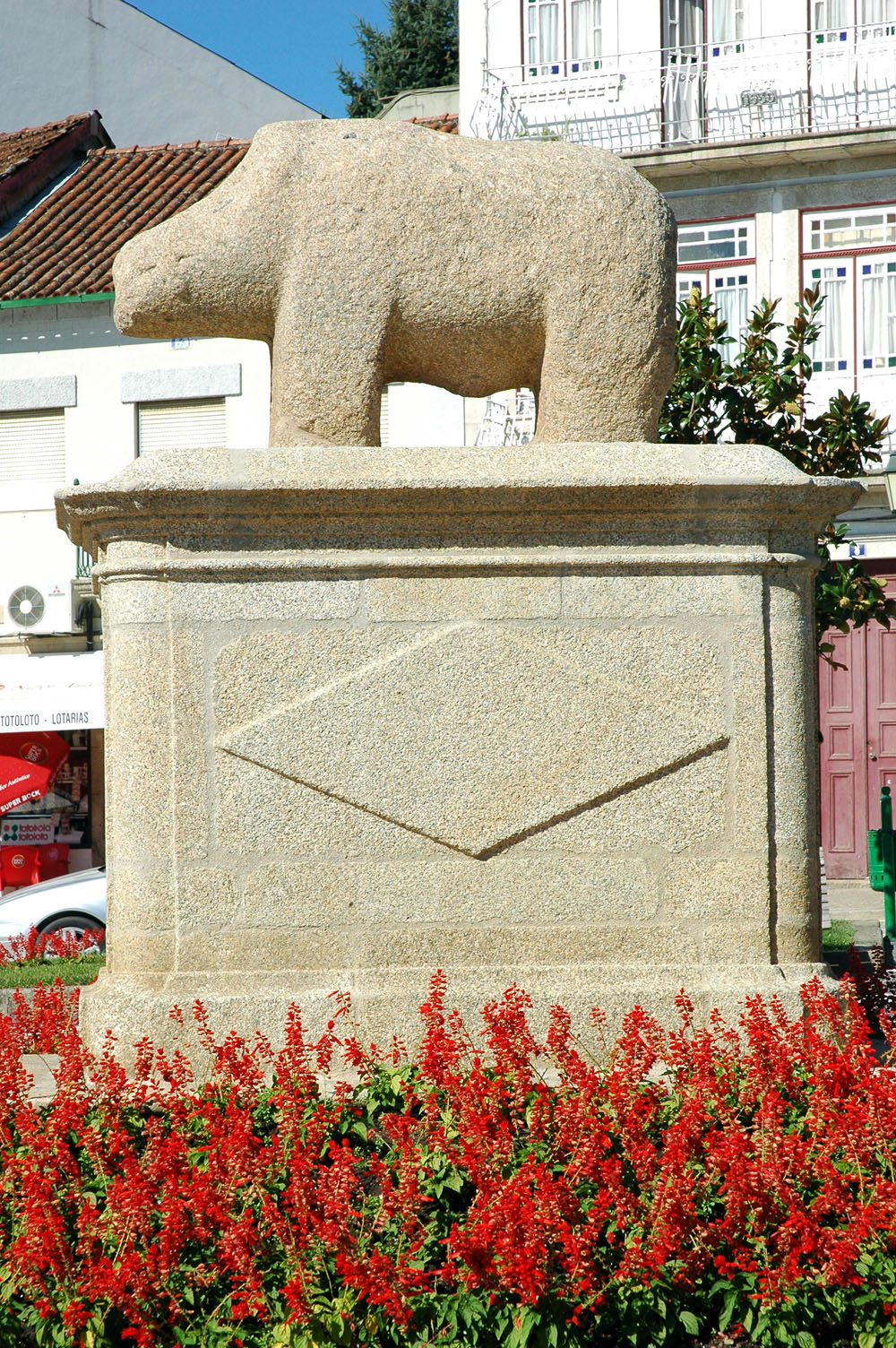
A conhecida Porca de Murça, Berrão, Portugal

A cultura dos Berrões, em Portugal, está associada aos castros transmontanos, onde foi feito um grande número de achados, à tribo dos Draganos, um povo pré-céltico que vivia nesta região, e à tribo dos Vetões.
Acredita-se que  as estátuas dos berrões eram utilizados para fins de caracter religioso. As esculturas  representariam animais sagrados, ou mesmo divindades protectoras do gado, a quem se prestava culto; um outro possível uso seria o de monumento funerário, como se leva a crer pelas inscrições que algumas destas esculturas exibem. Temos por exemplo a tradução que foi feita da inscrição, em língua ibérica, do berrão de Las Cojotas que suporta esta teoria: "Deus Porco bravo protector da cidade de  Adorja".